# ذراع السرو (وضرة)

تعديل مصدري - تعديل

ذراع السرو هي إحدى قرى عزلة القحطاني بمديرية وضرة التابعة لمحافظة حجة، بلغ تعداد سكانها 277 نسمة حسب تعداد اليمن لعام 2004.